# Guvat
A guvat (Rallus aquaticus) a madarak osztályának darualakúak (Gruiformes) rendjébe, és a guvatfélék (Rallidae) családjába tartozó faj.

## Rendszerezése
A fajt Carl von Linné svéd természettudós írta le 1758-ben.

## Alfajai
- Rallus aquaticus hibernans - Feröer és Izland
- Rallus aquaticus aquaticus - Európa, Észak-Afrika és Nyugat-Ázsia
- Rallus aquaticus korejewi - az Aral-tó környéke és onnan keletre egészen Kasmírig és Kína északnyugati részéig
- Rallus aquaticus indicus - Kelet-Ázsia és Dél-Ázsia területén élő alfajt kelet-ázsiai guvat (Rallus indicus) néven különálló fajnak tekintik.

## Előfordulása
Költési területe Észak- és Közép-Európa, valamint Közép-Ázsia, kelet felé egészen az Amur-folyóig. Dél-Európát és Észak-Afrikát vonulás alkalmával látogatja, de már Egyiptomban a ritka téli madarak közé tartozik.
Rövidtávú vonuló, de néha áttelel. Vonulása októberre és márciusra esik, mindazáltal még tél közepén is akadnak egyes példányok, sőt még egyes északi fekvésű szigeteken, például Feröeren és Izlandon is rendesen telelők, mert rossz repülő, s ezért nem is költözik el onnan.
Természetes élőhelyei a nádasok, gyékényes sűrűségek, lápok és mocsarak.

### Kárpát-medencei előfordulása
Márciustól novemberig tartózkodik Magyarországon, de kis számban át is telel. Rendszeres fészkelő szinte minden vizes élőhelyen.

## Megjelenése
Testhossza 23–28 centiméter, szárnyfesztávolsága 38–45, testtömege 80–130 gramm közötti. A hím nagyobb, mint a tojó. Az öreg hím felsőteste barna alapon feketetarkának látszik, mert minden toll olajbarna szegélyben végződik. Fejoldala és alsó teste kékes hamuszürke, lágyéka fekete-fehér szalagokkal. Hasa és fara sárgás rozsdás szürke, evezői olajbarnával szegett fakó barnásfeketék; kormánytollai feketék és szintén olajbarnával vannak szegélyezve. Szeme szennyes halványpiros, csőrének orma barnásszürke, a felső káva széle és az alsó káva mínium piros, lába zöldesbarna.
|  |  |

## Táplálkozása
Rovarokkal, rákokkal, férgekkel, csigákkal és pókokkal táplálkozik, de növényi részeket, terméseket, bogyókat is fogyaszt. Időnként kisebb gerinceseket, madárfiókákat, kétéltűeket és kisebb halakat is elkap.

## Szaporodása
Területvédő, fajtársait elüldözi a fészek közeléből. Víz által határolt területre készíti fészkét. Fészekalja 5-15 tojásból áll, melyen mind két szülő kotlik. Április vége és június között kétszer költ. A kikelt fiókák már kéthetes korukban önállóan táplálkoznak, 7-8 hetes korukban már repülnek.
|  |

## Természetvédelmi helyzete
Az elterjedési területe rendkívül nagy, egyedszáma is nagy és ugyan csökken, de még nem éri el a kritikus szintet. A Természetvédelmi Világszövetség Vörös listáján nem fenyegetett fajként szerepel. Európában nem fenyegetett fajként van nyilvántartva, Magyarországon védett, természetvédelmi értéke 50 000 Ft.